# 野利旺荣
野利旺荣（?—1042年）西夏王李元昊皇后野利氏兄，大将军，党项野利部。天授礼法延祚元年（1038年），授为监军，同弟野利遇乞分统左、右厢军，号大王。官至宁令。
在对宋作战中，多参与军机。三年正月，从元昊攻宋延州(今陕西延安)，以计谋，诱宋军出战，伏兵三川口（今陕西延安西北），俘宋将刘平、石元孙等。四年二月，从李元昊攻宋泾原路，定谋设伏好水川口（今宁夏西吉兴隆镇东南），示弱诱敌，突然袭击，大败宋军。五年二月，遣部将浪埋等诈降于宋，被宋将种世衡识破。六年二月，受命与宋议和。九月，因怨恨李元昊废黜野利皇后，欲谋杀之，事泄被诛（一说种世衡施离间计，假约其降，遭元昊猜忌被杀）。